# ATIS
L'ATIS (de l'anglais Automatic Terminal Information Service) est un service automatique de diffusion. Il permet aux pilotes de recevoir en continu des informations sur les aéroports les plus fréquentés.

## Principe
Les messages ATIS contiennent les informations essentielles, comme les données météorologiques, la ou les pistes en service, l'approche disponible et toute information nécessaire aux pilotes. Les pilotes écoutent généralement l'ATIS avant de contacter le contrôle, ce qui réduit la charge de travail des contrôleurs et diminue la durée d'occupation de la fréquence.
L'enregistrement est généralement effectué toutes les demi-heures et doit être mis à jour lors de chaque changement significatif de contenu, par exemple lors d'un changement de piste en service. Chaque enregistrement est identifié par une lettre utilisant l'alphabet radio (par exemple : Mike). On passe à la lettre suivante dans l'alphabet à chaque nouvel enregistrement, en commençant par Alpha au début de la journée. Au premier contact avec la tour ou le sol, le pilote indique qu'il a reçu l'information émise par l'ATIS, en précisant la lettre d'identification, ce qui permet au contrôleur de savoir si le pilote possède l'information la plus à jour.
Les bulletins ATIS sont émis en phonie, dans la bande aéronautique. Ils peuvent être également diffusés par un répondeur téléphonique. Chaque aéroport important dispose, en plus de fréquences pour la tour et l'approche, d'une fréquence d'ATIS. Les messages peuvent être enregistrés par une personne ou être produits par synthèse vocale. La diffusion est effectuée en français et en anglais (éventuellement sur des fréquences séparées).

## Exemple de message

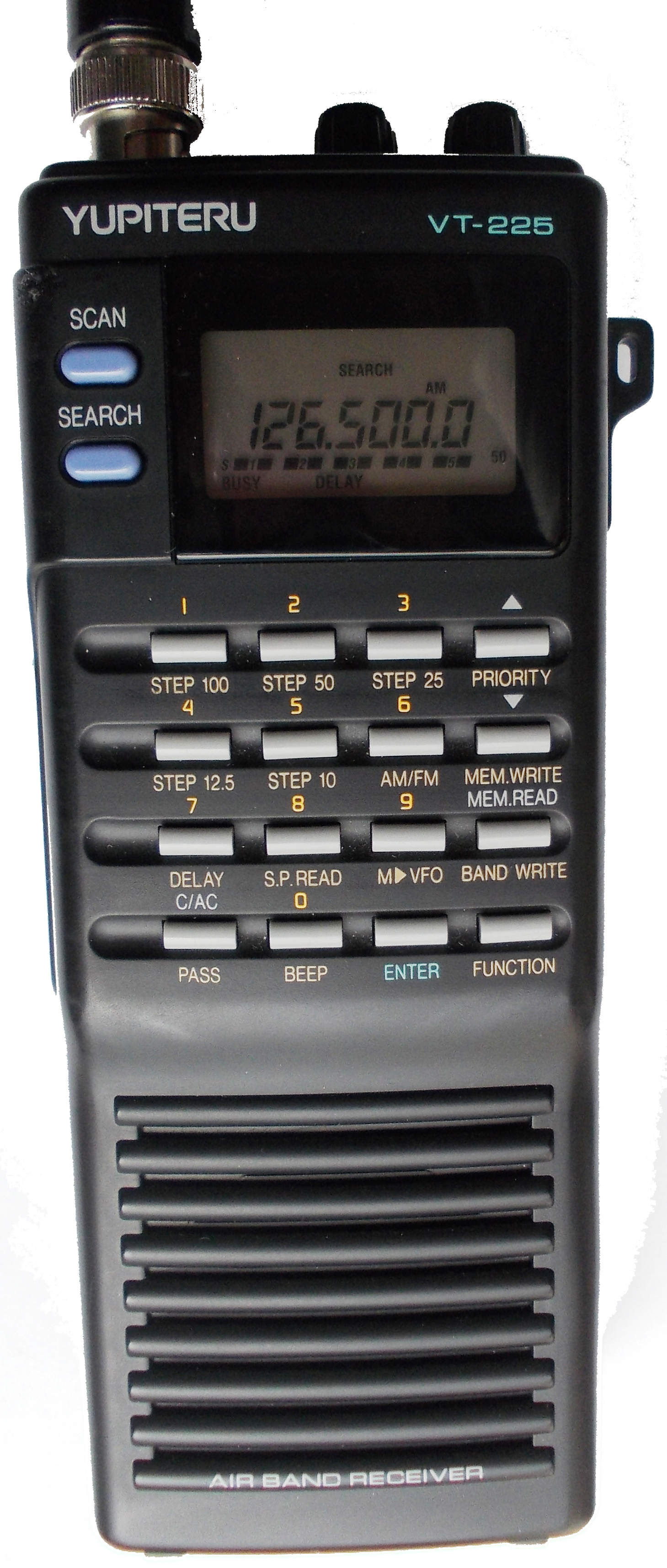
écoute de l'ATIS de Paris Orly avec un récepteur aéronautique.

| Message                                                                  | Explication |
| ------------------------------------------------------------------------ | --- |
| Ici Orly aéroport, information Hôtel enregistrée à 1 9 3 7 UTC           | Le bulletin enregistré à 19h37 UTC concerne l'aéroport d'Orly, la lettre d'identification est "H" Hôtel.               |
| Approche ILS/DME OLW piste 26                                            | L'approche ILS/DME disponible est désignée par les lettres OLW pour la piste 26.                                       |
| Atterrissage 26                                                          | Le QFU de la piste en service pour l'atterrissage est 255°.                                                            |
| Décollage 24                                                             | Le QFU de la piste en service pour le décollage est au 243°.                                                           |
| Itinéraire de départ prévu : 6 P                                         | Itinéraire publié actuellement utilisé (SID).                                                                          |
| Niveau de transition 6 0                                                 | Plus bas niveau de vol utilisable : FL 060 (en dessous, utiliser l'altitude).                                          |
| Transpondeur sur marche avant repoussage                                 | Allumer le transpondeur avant le départ du poste de stationnement.                                                     |
| Vent 260 degrés 0 8 nœuds                                                | Vent du 260°, vitesse 8 nœuds.                                                                                         |
| Temps présent CAVOK                                                      | Plafond et visibilité : OK, pas de temps significatif, de CB ou de TCU.                                                |
| Température + 1 2                                                        | Température en degré Celsius.                                                                                          |
| Point de rosée + 1 0                                                     | Température du point de rosée, en degré Celsius.                                                                       |
| QNH 1 0 2 6                                                              | Pression au niveau de la mer : 1 026 hPa. Calage altimétrique qui permet de déterminer une altitude.                   |
| QFE 1 0 1 5                                                              | Pression au niveau du sol : 1 015 hPa. Calage altimétrique qui permet de déterminer une hauteur au-dessus de la piste. |
| Givrage sévère signalé entre le niveau de vol 70 et le niveau de vol 110 | |
| Fortes turbulences au niveau 110                                         | |
| Confirmez Hôtel reçu au premier contact.                                 | Fin du bulletin, la lettre d'identification est rappelée et doit être mentionnée au premier contact avec la tour.      |

## D-ATIS
Certains grands aéroports ont maintenant recours à l'ATIS par liaison de données ou D-ATIS (Data link-ATIS). Un message D-ATIS reprend les informations diffusées en phonie (uniquement en anglais). Le moyen utilisé pour les transmissions D-ATIS est le protocole de communication air-sol ACARS. Un message unique peut être transmis à l'aéronef ayant émis une demande, mais un abonnement d'une durée maximum de deux heures est possible ; dans ce cas, un nouveau message est envoyé à chaque mise à jour.